# Metropolitano de Caracas
O Metrô de Caracas é um sistema de metropolitano que opera em 4 municípios situados em Caracas, na Venezuela. De propriedade do Governo da Venezuela, o sistema é operado pela C. A. Metro de Caracas.
É composto atualmente por cinco linhas em operação, que somam 48 estações e 70,6 km de extensão. O sistema foi inaugurado no dia 2 de janeiro de 1983 na Praça Pérez Bonalde pelo então presidente venezuelano Luis Herrera Campins. O projeto de implantação do Metrô de Caracas começou a ser elaborado em 1968, sendo que a construção da primeira linha do sistema foi iniciada na década seguinte. Em 8 de agosto de 1977, foi criada a Compañía Anónima Metro de Caracas, encarregada de concluir as obras da Linha 1.
Atualmente, atende os seguintes municípios de Caracas: Baruta, Chacao, Libertador e Sucre. O sistema é integrado com outros modais de transporte da Grande Caracas, como por exemplo o Metrobus e o Metrocable.

## Linhas
O sistema é composto por 5 linhas em operação, além de mais 1 em obras. Cada linha é identificada por um algarismo e uma cor. Foram inauguradas entre 1983 e 2015, somando hoje 48 estações e 70,6 km de extensão.
A tabela abaixo lista o nome, a cor distintiva, as estações terminais, o ano de inauguração, a extensão e o número de estações tanto das linhas que estão em operação quanto das linhas em implantação:
| Linha | Cor      | Terminais                              | Ano de inauguração | Extensão | N.º de estações |
| ----- | -------- | -------------------------------------- | ------------------ | -------- | --------------- |
|       | Vermelha | Propatria ↔ Palo Verde                 | 1983               | 20,36 km | 22              |
|       | Verde    | El Silencio ↔ Las Adjuntas / Zoológico | 1987               | 17,81 km | 13              |
|       | Azul     | Plaza Venezuela ↔ La Rinconada         | 1994               | 10,35 km | 9               |
|       | Amarela  | Capuchinos ↔ Zona Rental               | 2006               | 5,5 km   | 5               |
|       | Violeta  | Zona Rental ↔ Bello Monte              | 2015               | 1,5 km   | 2               |
|       | Laranja  | Zoológico ↔ La Rinconada               | Em obras           | 4 km     | 2               |

## Estações
O sistema é composto por 48 estações em operação, das quais 41 são subterrâneas, 3 são superficiais e 4 são elevadas. Além destas, mais 8 estações encontram-se em construção. As estações, tanto as que estão em operação quanto as que estão em implantação, são listadas a seguir:
| · Linha 1 | - Propatria - Pérez Bonalde - Plaza Sucre - Gato Negro - Agua Salud - Caño Amarillo - Capitolio - La Hoyada - Parque Carabobo - Bellas Artes - Colegio de Ingenieros - Plaza Venezuela - Sabana Grande - Chacaíto - Chacao - Altamira - Miranda - Los Dos Caminos - Los Cortijos - La California - Petare - Palo Verde |
| · Linha 2 | - El Silencio - Capuchinos - Maternidad - Artigas - La Paz - La Yaguara - Carapita - Antímano - Mamera - Ruiz Pineda - Las Adjuntas - Caricuao - Zoológico |
| · Linha 3 | - Plaza Venezuela - Ciudad Universitaria - Los Símbolos - La Bandera - El Valle - Los Jardines - Coche - Mercado - La Rinconada |
| · Linha 4 | - Capuchinos - Teatros - Nuevo Circo - Parque Central - Zona Rental |
| · Linha 5 | - Zona Rental - Bello Monte - Las Mercedes - Simón Bolívar - Bello Campo - Hugo Chávez - Montecristo - Boleíta - El Marqués - Warairarepano |
| · Linha 6 | - Zoológico - La Rinconada |

## Galeria

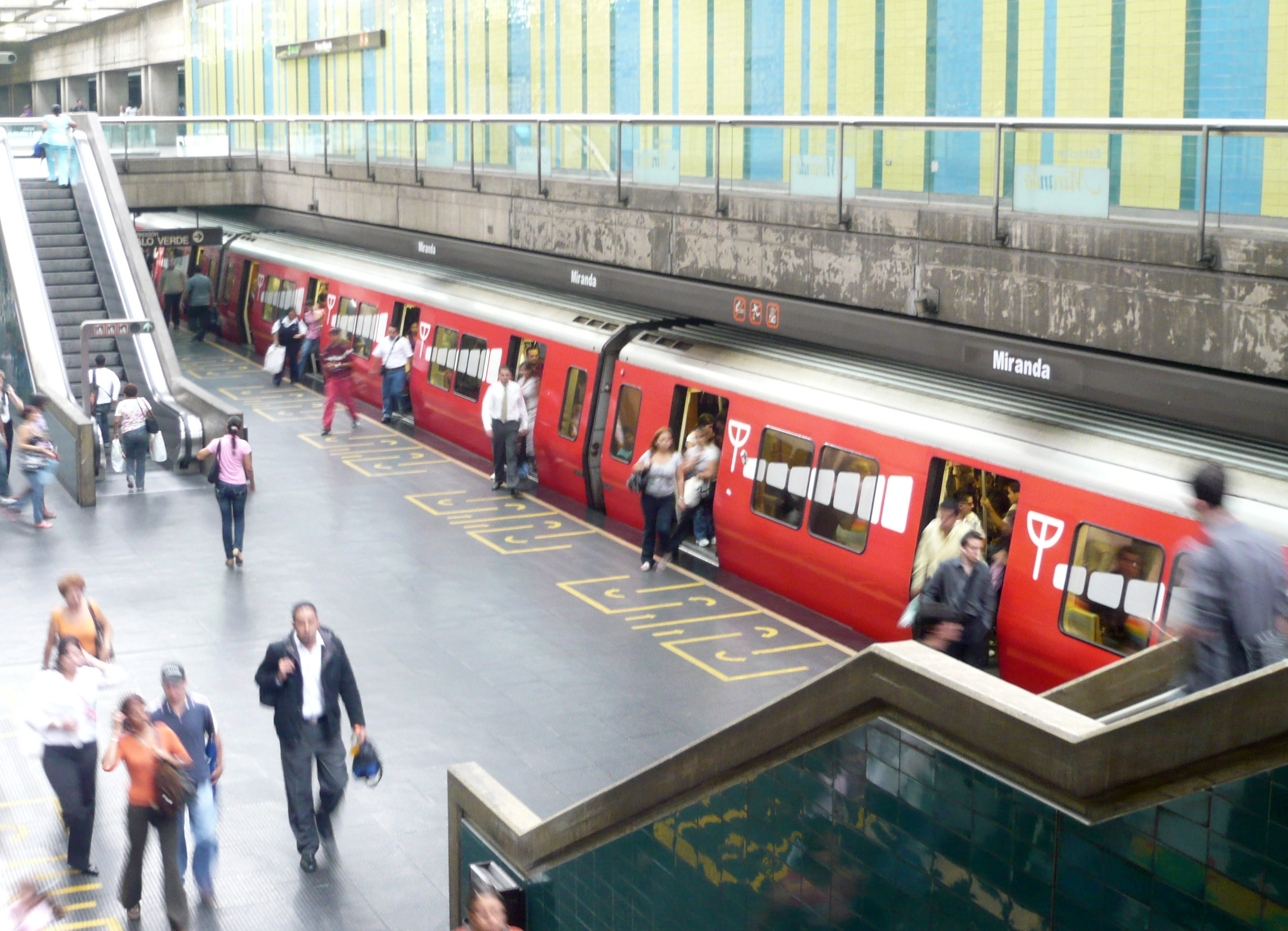
Estação Miranda
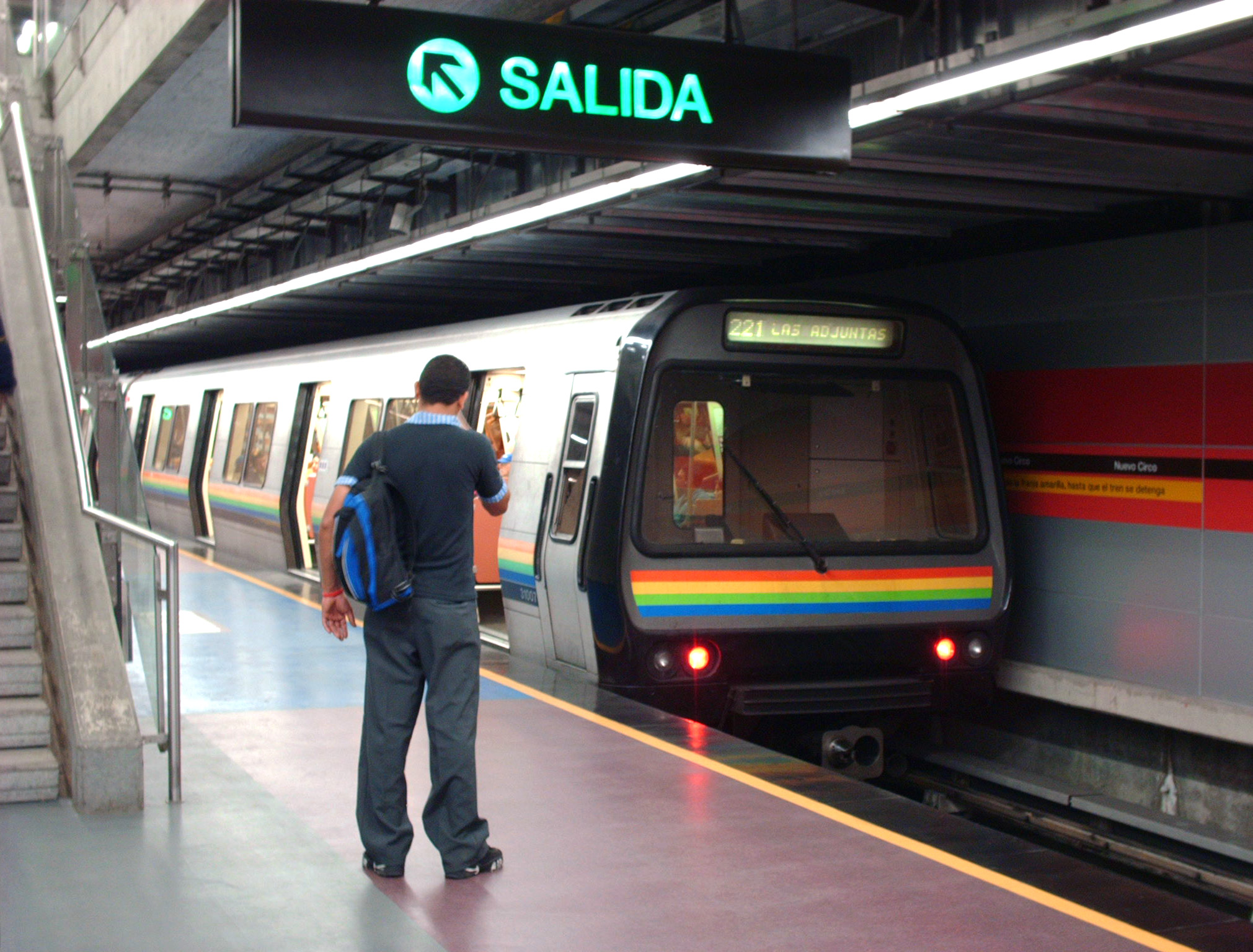
Estação Nuevo Circo
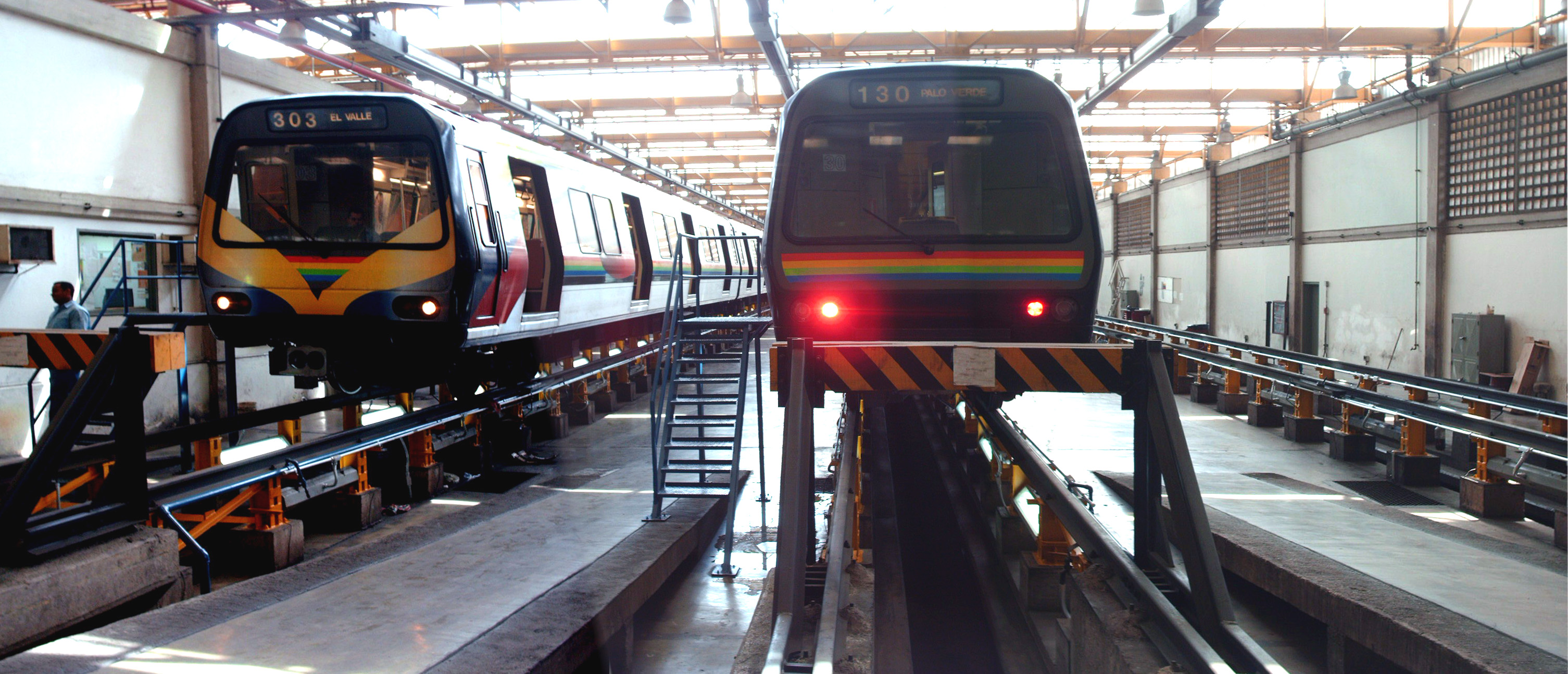
Centro de Manutenção do Metrô de Caracas
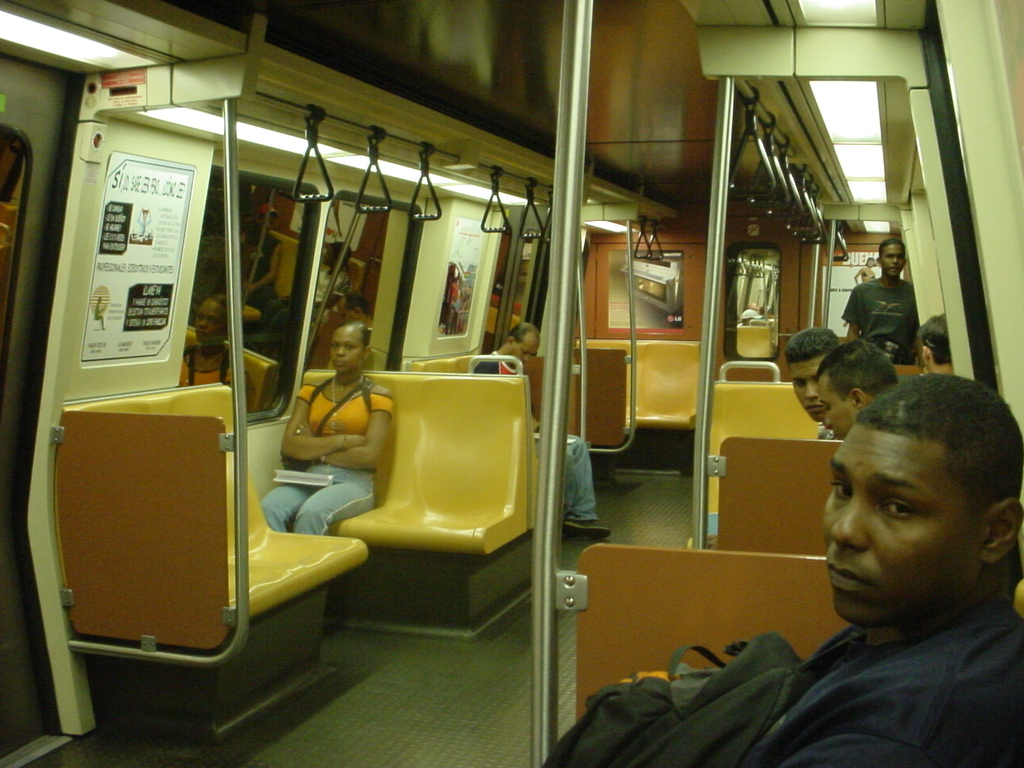
Interior de uma das composições
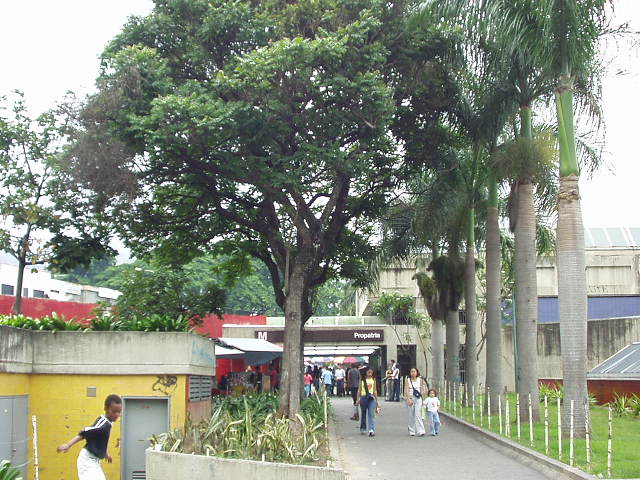
Acesso à Estação Propatria
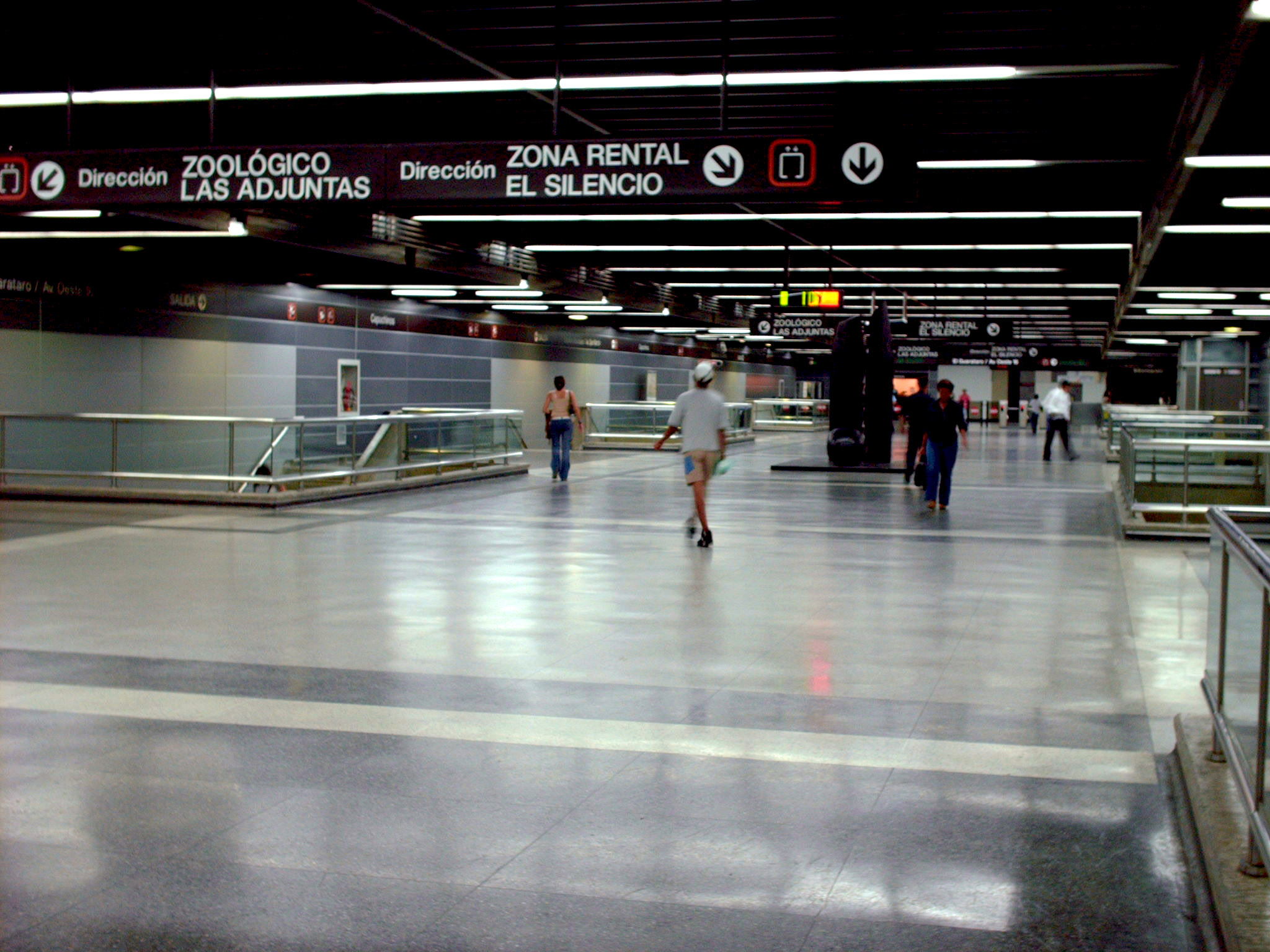
Estação Capuchinos